# معركة بحيرة تشانغجين
معركة بحيرة تشانغجين هو فيلم حربي صيني من إنتاج عام 2021 من إخراج كايج تشن،تسوي هاركودانتي لام وبطولة وو جينغ وجاكسون يي تدور أحداث الفيلم حول معركة تحمل نفس الاسم خلال الحرب الكورية. تم الإعلان عن الفيلم كجزء من الذكرى المئوية لتأسيس الحزب الشيوعي الصيني.تم عرض الفيلم في دور السينما في 30 سبتمبر 2021.